# Agathosma alaris
Agathosma alaris är en vinruteväxtart som beskrevs av Adelbert von Chamisso. Agathosma alaris ingår i släktet Agathosma och familjen vinruteväxter. Inga underarter finns listade i Catalogue of Life.